# 448

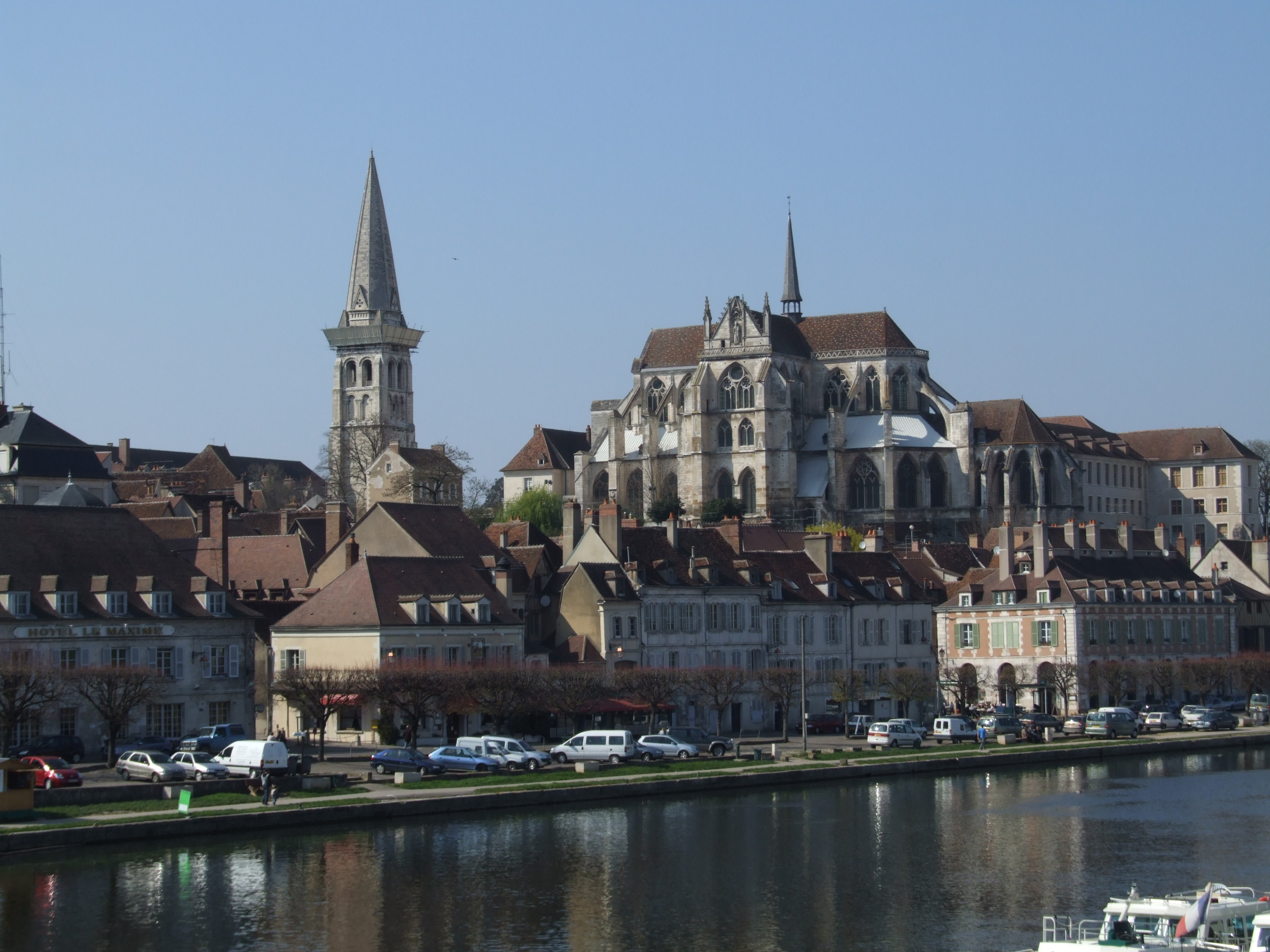
Abdij van Sint-Germanus van Auxerre

Het jaar 448 is het 48e jaar in de 5e eeuw volgens de christelijke jaartelling.

## Gebeurtenissen

### Europa
- Slag bij Atrecht: Het Romeinse leger onder bevel van Flavius Aëtius verslaat bij Arras de Salische Franken. In de veldslag onderscheidt Majorianus (toekomstig keizer van het West-Romeinse Rijk) zich tegen de Franken bij de plaats Vicus Helena.
- Koning Goar van de Alanen onderdrukt de Bagaudae in Armorica (huidige Bretagne). Hij verslaat de opstandige boeren en drijft de met hen verbonden Bretons terug over de rivier de Vilaine.
- Rechiar (r. 448-456) volgt zijn vader Rechila op als koning van de Sueben in Galicië (Noord-Spanje). Hij trouwt met een dochter van de Visigotische koning Theoderik I en bekeert zich tot het christendom.

### Balkan
- Keizer Theodosius II stuurt een delegatie naar Attila de Hun. Tijdens de onderhandelingen accepteert Attila een vredesverdrag en eist een jaarlijkse schatting van 2100 pond (goud). De Hunnen trekken zich terug naar de Hongaarse Laagvlakte (Pannonië).

### Perzië
- Koning Yazdagird II raakt verwikkeld in een oorlog met de Witte Hunnen. De Armeniërs besluiten hem te steunen en sturen versterkingen naar de oostelijke rijksgrens.
- Yazdagird II geeft opdracht de christenen te vervolgen. In het Perzische Rijk worden zo'n 150.000 voornamelijk Assyrische christenen afgeslacht.

## Religie
- Eutyches, christelijk priester, wordt vanwege zijn monofysitische opvattingen door Flavianus van Constantinopel afgezet en geëxcommuniceerd.

## Geboren
- Merovech de Jongere, zoon van Merovech (stamvader van de Merovingen)

## Overleden
- Chlodio, koning van de Salische Franken (waarschijnlijke datum)
- 31 juli - Germanus van Auxerre, Romeins praefectus en bisschop
- Rechila, koning van de Sueben (waarschijnlijke datum)